# Michael Baade

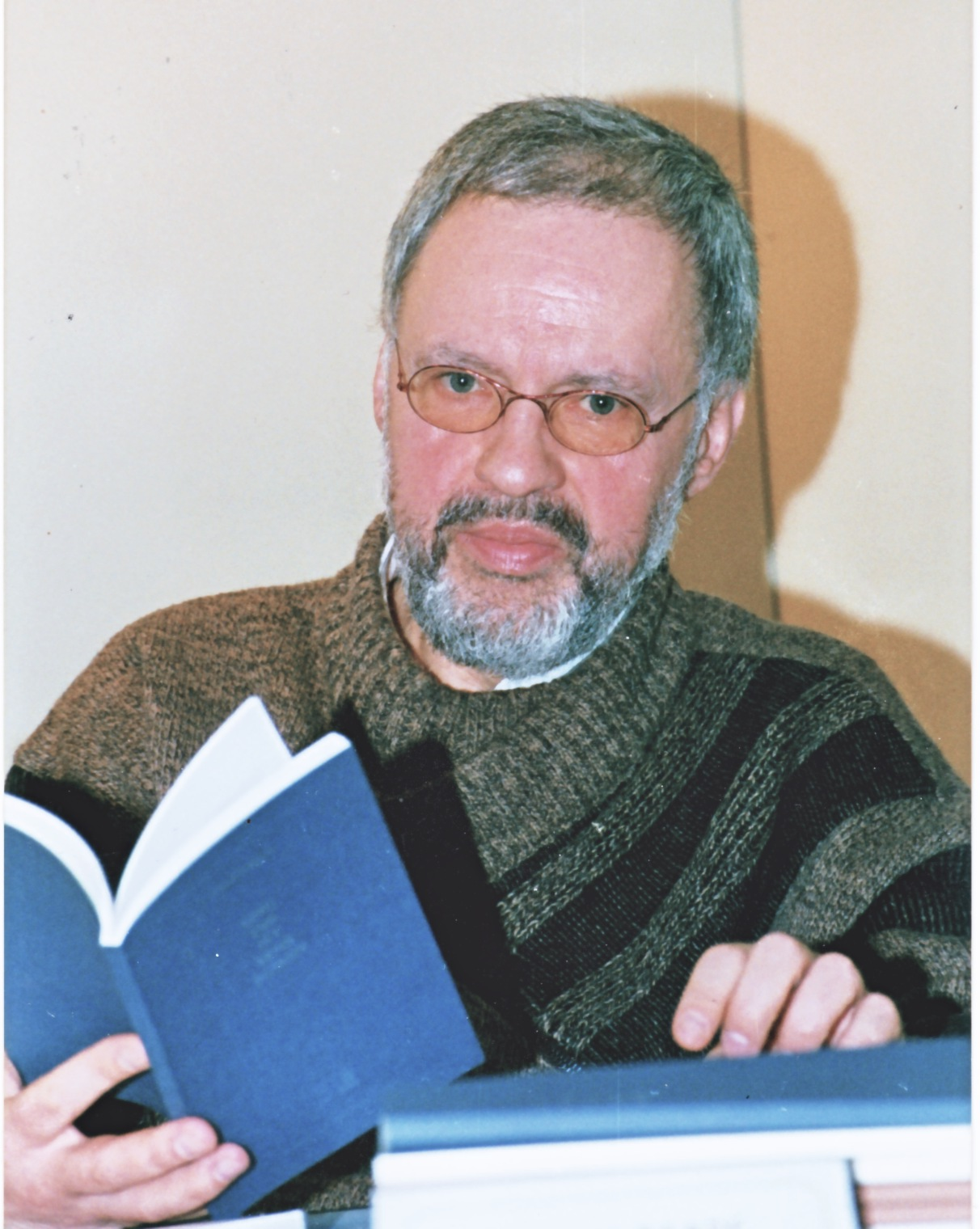
Michael Baade 1999

Michael Baade (* 10. Februar 1944 in Rostock) ist ein deutscher Lehrer und Schriftsteller in Rostock.

## Ausbildung
Baade studierte an den Instituten für Lehrerbildung in Putbus und Neukloster sowie an der Pädagogischen Hochschule in Güstrow. Er verfasste eine Diplomarbeit über die „Faust“-Rezeption an Theatern. Nach dem Studium war er als Diplomlehrer und im Filmbereich tätig, heute ausschließlich als Schriftsteller.

## Schaffen
Seine literarischen Arbeiten bestehen aus Lyrik und Prosa zu Liebe, Landschaft und Meer. Baade ist Herausgeber von literarischen Anthologien. Außerdem beschäftigt er sich mit Forschungen und Veröffentlichungen zur Kunst in Norddeutschland und Veröffentlichungen in Zeitungen, Zeitschriften und Buchpublikationen. Über das Leben mit und die Umstände zum Tod von Egon Schultz, mit dem er befreundet war, verfasste er zwei Bücher, die er 2012 und 2014 veröffentlichte.

## Mitgliedschaften
- Verband deutscher Schriftsteller[4]
- Internationale Goethe-Gesellschaft in Weimar e. V.

## Schriften
- Dornbuschinsel, Rostock 1986, DNB 891273913.
- Der Taubenäugigen, Rostock 1987, DNB 891273905; (beide Titel sind mit einem Nachwort des Präsidenten der Internationalen Goethe-Gesellschaft in Weimar Karl-Heinz Hahn versehen).
- Künstler auf Hiddensee, Verlag Atelier im Bauernhaus, Fischerhude 1992, ISBN 3-88132318-X.
- (mit W.-D. Stock): Hiddensee – Insel der Fischer, Maler und Poeten, Galerie Verlag, Fischerhude 1992, ISBN 3-88132248-5; dergleiche 2011, Verlag Atelier im Bauernhaus Fischerhude, ISBN 978-3-88132-227-0.
- …und Eva ist sehr schön mit einem Geleitwort von Walter Kempowski und Grafiken von Armin Münch, Altstadt Verlag, Rostock 1999, ISBN 3-930845-44-X.
- Yerushalayim Jerusalem El-Quds Dreimal Heilige Stadt (Hg.), Ingo Koch Verlag, Rostock 2003, ISBN 3-935319-70-3.
- Zeit und Ewigkeit (Hg.), Ingo Koch Verlag, Rostock 2004, ISBN 978-3-935319-71-3.
- Sturmkinder …auf Hiddensee und anderen Inseln Lyrik und Prosa, mit Graphiken von Armin Münch; Ingo Koch Verlag, Rostock 2005, ISBN 978-3-938686-37-9.
- (als Herausgeber): Von Moskau nach Worpswede: Jan Vogeler, Sohn des Malers Heinrich Vogeler. Mit Bildern und Briefen von Heinrich Vogeler, Ingo Koch Verlag, Rostock 2007, ISBN 978-3-938686-49-2.
- Jerusalem – Die Heilige Stadt (Hg.), Herder-Verlag, Freiburg i. Br. 2009, ISBN 978-3-451-06058-8.
- Mein Freund Egon – Leben und Sterben von Egon Schultz, Ingo Koch Verlag, Rostock 2012, ISBN 978-3-86436-014-5.
- Der Tod des Grenzsoldaten – Egon Schultz, der Tunnel und die Propagandalüge, aktualisierte und erweiterte Neuausgabe, Edition Berliner Unterwelten im Ch. Links Verlag, Berlin 2015, ISBN 978-3-86153-856-1 (Erstausgabe 2014, ISBN 978-3-943112-50-4).
- JESUS. Eine Spurensuche  JESUS aus jüdischer, christlicher und muslimischer Sicht. JESUS in der Literatur. Ingo Koch Verlag, Rostock 2017, ISBN 978-3-86436-094-7.
- Einmal will ich dieses Licht noch sehen... -Griechenland und seine Dichter- mit Graphiken von Armin Münch, Ingo Koch Verlag, Rostock 2017, ISBN 978-3-86436-095-4; erweiterte Neuausgabe, Rostock 2018, ISBN 978-3-86436-415-0.
- Hiddensee. Eine Liebeserklärung,  mit Graphiken von Armin Münch, Ingo Koch Verlag, Rostock 2018, ISBN 978-3-86436-417-4, überarbeitete und erweiterte Ausgabe, 2019.
- Und das Licht der Glocken tanzt auf den schaumigen Kronen, Armin Münch und Michael Baade im Dialog, EDITION digital, Pinnow, 2020, ISBN 978-3-96521-248-0.
- Jan Vogeler – Sohn des Malers Heinrich Vogeler, mit Bildern und Briefen von Heinrich Vogeler, Kellner Verlag, Bremen 2020, ISBN 978-3-95651-243-8.
- Hiddensee, von Robert Ott. Mit Texten von Michael Baade. Verlag Atelier im Bauernhaus, Fischerhude, 2020. ISBN 978-3-96045-067-2.
- Geboren am Meer – 50 Gedichte aus 50 Jahren, mit Grafiken von Armin Münch, Verlag EDITION digital, Pinnow, 2020, ISBN 978-3-96521-259-6.
- Hiddensee. Eine Liebeserklärung, Verlag Atelier im Bauernhaus, Fischerhude, 2021, Überarbeitete und erweiterte Ausgabe, ISBN 978-3-96045-080-1.
- "Etwas sagen möchte ich..." Eine Biografie in Büchern Mit Grafiken von Armin Münch, Verlag EDITION digital, Pinnow, 2021, ISBN 978-3-96521-434-7.
- Jan Vogeler – Sohn des Malers Heinrich Vogeler, mit Bildern und Briefen von Heinrich Vogeler, 2. erweiterte und farbige Auflage, Kellner Verlag, Bremen, 2021, ISBN 978-3-95651-243-8.
- JESUS. Eine Spurensuche  JESUS aus jüdischer, christlicher und muslimischer Sicht. JESUS in der Literatur. Verlag Atelier im Bauernhaus, Fischerhude, 2022, ISBN 978-3-96045-213-3.
- Christos anesti! Auferstehung oder Auferweckung. Verlag Atelier im Bauernhaus, Fischerhude, 2023, ISBN 978-3-96045-220-1.

Literatur
Artikel zu Michael Baade in:
- Deutsches Schriftstellerlexikon
- Kürschners Deutscher Literatur- und Sachbuchkalender
- Deutsches Literatur-Lexikon. Das 20. Jahrhundert
- „Helle Köpfe in Mecklenburg-Vorpommern“[5]
- Werner Geske: Rostocker Stimme für Frieden und Humanität: Schriftsteller Michael Baade wird 80 Jahre alt. In: Ostsee-Zeitung, 10. Februar 2024